# 单色视觉
单色视觉（英語：monochromacy）是生物体或机器仅区分电磁光谱中单一频率的能力。 在物理意义上，没有电磁辐射源纯粹是单色的，但可以认为是在峰值周围形成的高斯频率分布。同理，生物体或机器的视觉系统不能是有单色的，是根据光的强度区分峰值周围的连续频率组。 具有单色性视觉的生物称为单色性视觉动物。
很多动物，例如所有的海洋哺乳动物、夜猴和澳洲海狮（右图）在一般情况下是单色性视觉动物。对于人类，没有辨色能力视或颜色辨别不良是重遗传性或后天性疾病的其他几种症状之一，例如遗传性全色盲，获得性全色盲和遗传性蓝锥单色性视觉。

## 于人类
人类的视觉系统由光感受器细胞（视杆细胞和视锥细胞）开始，经由视网膜神经节细胞，最后传递至大脑的视觉皮层。色觉主要由视锥细胞实现，每种视锥细胞能够识别特定范围的光波长。视网膜神经节细胞和视觉皮层也参与色觉的处理。
视杆细胞数量非常多（约1.2亿），主要分布在人类视网膜的周围部分。视杆细胞对微弱光线非常敏感，因此在夜间或昏暗环境中发挥作用。在光线强烈的情况下，视杆细胞对光线的反应减弱，因为它们会受到光线的漂白。
视锥细胞主要集中在眼睛的中央凹附近，它们在明亮的光线下更为活跃，并且对色觉至关重要。人眼中通常有三种类型的视锥细胞（短波长、中波长和长波长，有时被称为蓝色、绿色和红色），每种类型的视锥细胞能检测不同的波长范围。尽管视网膜中视杆细胞的数量是视锥细胞的大约20倍，但视锥细胞却为大脑提供了90%的视觉输入。
与视杆细胞相比，视锥细胞的反应速度更快，它们有三种不同颜色敏感度的色素，而视杆细胞只有一种，因此无法感知颜色。由于视杆细胞和视锥细胞在人眼中的分布特点，人们在中央凹附近（视锥细胞分布区域）具有较好的色彩视觉，但在视网膜外围（视杆细胞分布区域）色彩视觉较差。
这些类型的色觉异常可以遗传，由于锥体色素或光诱导过程所需的其他蛋白质的改变而产生：
1. 当三种色素中的一种色素的光谱灵敏度发生变化时，异常三色视觉（通过绿色和蓝色区别的颜色区分颜色）不完全受损。
2. 二色视觉，当其中一个锥形色素缺失，颜色仅降至绿 – 红色区别或仅降至蓝 – 黄区分。
3. 当任意两个视锥细胞都不起作用时的单色视觉。
4. 当所有三个视锥细胞都没有功能时，单色视觉者只有他的杆状细胞才能获得光感。色彩视觉被降低为黑色、灰阶和白色。
5. 单色视觉是在人视网膜中发生的疾病的症状之一，只有一种光受体在特定的照明水平下起作用。 单色性是获得性或遗传性疾病的症状之一，例如获得性色盲，遗传性常染色体隐性色盲和隐性X连锁蓝色单色视觉。

锥体单色症和杆状单色症所表现症状一致，所以这两种情况通常被统称为单色症。
单色视觉有两种基本类型。 “单色视觉的动物可能是棒状单色或锥形单色，这些单色包含具有单一光谱灵敏度曲线的光感受器。”
1. 视杆细胞单色视觉（RM，全称Rod Monochromacy），也称为先天性完全色盲或简称全色盲，是常染色体隐性遗传性视网膜病的罕见和极其严重的形式，导致严重的视觉障碍。 RM患者视力下降（通常约为0.1或20/200），有完全色盲，畏光症状和眼球震颤。 眼球震颤和光厌恶症通常在生命的头几个月出现，全球估计该病的发病率为1 / 30,000。 此外，由于RM患者无视锥功能和正常的视杆功能，视杆单色无法看到任何色彩，只能看到灰阶。 另请参阅Pingelap＃色盲。
2. 视锥细胞单色视觉（CM，全称Cone Monochromacy），患者同时具有视杆细胞和视锥细胞，但是只有一种视锥细胞在起作用。这种单色视觉拥有良好的日间视觉，但是无法分辨不同色相。

人类有三种视锥细胞，短(S，或蓝色)波长敏感，中(M，或绿色)波长敏感和长(L，或红色)波长敏感的视锥细胞。有三种不同形式的锥单色，根据单一功能锥类命名：
1. 蓝锥单色视觉(BCM)，又称S-锥单色视觉，是一种X-连锁锥病。它是一种罕见的先天性静止锥功能障碍综合征，影响小于1/10万人，其特点是缺乏L-和M-锥功能。[4]这是一种罕见的先天性静止性视锥体功能障碍综合征，影响率低于十万分之一，其特点是缺乏L-和M-视锥体功能。[5]BCM是由单一的红色或红绿色杂交蛋白基因的突变、红色和绿色蛋白基因的突变或X染色体上相邻的LCR（基因座控制区）内的缺失所导致。[6]
2. 绿锥单色视觉(GCM)，又称M锥单色视觉，是指蓝锥和红锥不存在于视网膜凹陷处的情况。这种单色视觉现象的流行率不到百万分之一。
3. 红锥单色视觉(RCM)，又称L-锥单色，是一种蓝色和绿色的锥在中心点不存在的情况。与GCM一样，RCM也存在于不到1/100万的人口中。动物研究表明，夜行狼和雪貂的L-锥受体密度较低。

据华盛顿大学的色觉研究员杰伊-尼兹说，三色人视网膜上的三个标准色觉锥体中的每一个都能检测到约100种颜色的等级。大脑可以处理这三个数值的组合，因此人类平均可以分辨出大约一百万种颜色。因此，一个单色人能够分辨出大约100种颜色。